# Tragédie občiny
Tragédie občiny (český ekvivalent k anglickému tragedy of the commons), někdy překládáno těž jako tragédie obecní pastviny nebo tragédie společného vlastnictví, je pojem vycházející z eseje Garretta Hardina Tragedy of the Commons z roku 1968. Označuje situaci, kdy je určitý omezený zdroj sdílen několika jednotlivci, neboli občinou, a ti se při jeho využívání snaží maximalizovat svůj osobní užitek. Tato snaha ovšem v konečném důsledku může vést k nenávratnému vyčerpání daného zdroje (erozi surovinové základny), a tedy ke snížení užitku všech jednotlivců (tragédii).

## Princip tragédie občiny

### Výnosy a náklady u tragédie občiny
K znázornění situace uvádí Garret Hardin jako příklad takového zdroje společnou pastvinu, na které nechává více pastevců pást svá stáda dobytka. Každý kus dobytka ve stádě přináší pastevci určitý užitek (např. výnosy z prodeje masa, mléka), racionální úvahou pastevce tedy je zvyšovat počet kusů tak, aby se tento užitek zvyšoval. Stejně však uvažují všichni pastevci, čímž dochází k takovému navýšení celkového počtu dobytka na pastvině, že množství trávy na jeden kus dobytka se snižuje, čímž se snižuje i užitek z kusu (např. dobytek v důsledku snížení množství potravy pohubne a je z něj méně masa, příp. produkuje méně mléka). Může dojít i k naprostému vypasení pastviny, což má za následek další snížení užitku (zvířata pomřou), případně nenávratné poškození pastviny.
S každým přidaným kusem dobytka se zvyšuje výnos pouze majiteli daného kusu, avšak ztráty spojené s přidáním kusu (tedy poškození pastviny, snížení množství trávy na kus) sdílejí všichni pastevci (tím, že je zdroj společný všem, se snížení množství trávy na kus projeví na dobytku všech pastevců).
Individuální výnos za přidaný kus dobytka je tedy pro pastevce vyšší než náklad s ním spojený, existuje zde tedy stálá motivace přidávat další kusy dobytka.
Chování subjektů, které se snaží o výše zmíněnou privatizaci výnosů a sdílení nákladů s ostatními, se nazývá Double C - Double P Game (Commonize Costs Privatize Profits; česky se ustálil výraz socializace nákladů (ztrát) – privatizace zisků).

### Historický kontext
Hardin ve své práci vycházel z historie středověké Anglie. V 16. století zde existovala volná území obecní půdy, která byla k dispozici pro všechny. Chudí poddaní mohli na tato území vyhánět svůj dobytek k pastvě, čímž si mohli přispět ke zlepšení kvality života. Pro každého však bylo výhodné posílat na tyto obecní půdy stále větší a větší stáda, což mělo za následek to, že zde bylo více dobytku, než půda mohla uživit.

### Příklad
Pastvina o pevně dané rozloze může dlouhodobě uživit 100 ovcí. Při tomto množství ovcí se všechny dostatečně napasou, přitom však neponičí travní porost. Ten stačí dorůstat dostatečně rychle k tomu, aby stádo na pastvině mohlo trvale žít.
Pokud pastvinu vlastní soukromý vlastník, jistě na základě svých zkušeností na ni bude pást právě 100 ovcí, aby v dlouhodobém výhledu maximalizoval zisk. Pokud by vyhnal na pastvinu více ovcí, např. 200, toto stádo by brzy sežralo všechnu trávu, vyžralo ji i s kořínky a pastvinu zdevastovalo. Travní porost by se tak změnil v částečné bahniště, na kterém by zbytky vegetace, keříčky trávy, byly schopny uživit jen 20 ovcí. I populace těchto 20 ovcí by přitom byla schopna zabránit obnově pastviny, protože nyní mnohem méně ovcí logicky spásá mnohem méně trávy, ale kvůli poničenému porostu připadá na jednu ovci stejné množství dostupné trávy jako na začátku.
Pokud si tedy představíme malou obec s 20 rodinami s právě takovou obecní pastvinou, dlouhodobého maximálního zisku by každý člen obce dosáhl, kdyby každý z nich na pastvině pásl 5 ovcí. Na obecní pastvinu však může kterýkoliv člen obce vyhnat tolik ovcí, kolik chce. V takové obci se však jistě najde několik lidí, kteří vyženou na obecní pastvinu více ovcí než by bylo potřeba, třeba 10. Každý farmář ví, že pokud to udělá každý, pastvina se zdevastuje, avšak to se stane tak jako tak, i kdyby on sám se toho nezúčastnil, protože jeho příspěvek je malý a celou situaci nezvrátí. Hnán logickou snahou alespoň dočasně, dokud pastvina nebude zničena, maximalizovat svůj zisk, vyžene každý z 20 farmářů rovněž 10 ovcí a tragédie obecní pastviny je dokonána.

## Esej Garreta Hardina

### Shrnutí práce
Na samém začátku své eseje Hardin zmiňuje problémy, které nelze řešit technickými prostředky. Vztahuje se k nim koneckonců i samotný podtitul práce Populační problém nemá technické řešení, nýbrž vyžaduje zásadní změny ve společenských zásadách.
Zatímco řešení „technických" problémů vyžaduje pouze změnu v technologiích a žádné, či případně velmi malé, změny ve společnosti, tak „netechnické" problémy jsou přesným opakem. Hardin dále tvrdí, že příčinu těchto „netechnických" problémů můžeme často spojit s růstem lidské populace, resp. rostoucím užíváním přírodních zdrojů planety Země.
Aby poukázal na důležitost těchto „netechnických" problémů, Hardin popisuje omezení v dostupnosti energie (a materiálových zdrojů). Tato omezení dává do vztahu s „kvalitou života", přičemž celý vztah charakterizuje takto: maximalizace populace s sebou nutně přináší maximalizaci v užívání zdrojů na aktivity, které souvisí s přežitím populace (a obráceně). Důsledek podle Hardina je ten, že dlouhodobě neexistuje předvídatelné technické řešení, které by řešilo růst lidské populace a také zároveň zvyšovalo úrovně životních standardů, neboť zdroje na naší planetě jsou omezené.
Proto se Hardin v dalších částech své práce snaží najít „netechnické" řešení. Pro názornost volí hypotetický příklad pastviny, kterou sdílí pastevci. U pastevců předpokládá, že mají zájem na maximalizaci svých výnosů, a tak velikost svého stáda zvýší kdykoliv, kdy to jen bude možné, neboť větší stádo znamená větší výnosy.
Užitek z přidání dalšího kusu dobytka je ovšem jak pozitivní, tak i negativní:
- Pozitivní pro pastevce, který kus dobytka přidal – výnosy z něj jsou pouze jeho.
- Negativní pro celou skupinu pastevců, neboť náklady v podobě mírného znehodnocení pastviny vlivem přidáním dalšího kusu dobytka sdílí všichni pastevci dohromady.

Stěžejním bodem je právě toto rozdělení nákladů a výnosů, které je nerovné. Všechny výnosy sklízí jen ten pastevec, který zvětšuje své stádo, kdežto náklady nesou všichni pastevci dohromady. Jelikož výnosy pro jednotlivce jsou vždy větší než náklady, jako racionální chování všech pastevců se jeví takové chování, které vede k neustálému zvětšování stáda. Následkem tedy dochází k nadměrnému pasení stád a pastvina se postupně znehodnocuje; v dlouhodobém měřítku může dokonce dojít k jejímu naprostému zničení. I když jsou si této možnosti pastevci vědomi, nic to nemění na jejich postoji – výnosy z přidání každého dalšího kusu dobytka vždy převýší jejich náklady, které jsou s ním spojeny.
Protože je tato sekvence událostí předvídatelná z racionálního chování zainteresovaných jednotlivců, Hardin celou situaci popisuje jako „tragédii".
Příklad s pastvinou představuje hlavní jádro Hardinovy eseje. Svou myšlenku ovšem dále rozvíjí na mnohem širší pojem „pastvin" planety Země, za které označuje například zemskou atmosféru, oceány, řeky, hejna ryb, národní parky, dokonce i např. parkovací automaty. U všech situací naráží na vztah růstu lidské populace a přírodní zdroje, které obecně chápe jako „pastviny".
Jako možná řešení těchto „netechnických" problémů Hardin navrhuje privatizaci, pokuty za znečišťování či regulace. V souvislosti s hypotetickým příkladem pastviny je označuje jako „ohrazené pastviny" (v originále je použit termín enclosure). Hardin také popisuje historický vývoj, kdy jsou na začátku všechny zdroje přístupné jako „pastviny" (tedy neomezený přístup všech) až ke stavu, kdy jsou pastviny „ohrazené" (a jsou tedy předmětem různých regulací, které přístup k nim buďto omezují či plně zakazují). Hardin rovněž namítá a nesouhlasí s tvrzením, že by lidské svědomí postačovalo jakožto prostředek ochrany pastvin. Zdůvodňuje to skutečností, že na tomto přístupu vydělají jednotlivci sobečtí nad nesobeckými.

### Význam práce
Účelem Hardinova hypotetického příkladu s pastvinou je poukázat na to, že volný přístup (neomezená poptávka) po omezeném zdroji v konečném důsledku zdroj samotný vyčerpává vlivem jeho přetěžování. Toto přetěžování může být buďto dočasného charakteru, anebo trvalé. K přetěžování dochází z toho důvodu, že výhody z něj jsou především na straně jednotlivců, kteří mají motivaci maximalizovat svůj užitek, přičemž náklady z přetěžování jsou rozloženy mezi všechny, pro které je zdroj dostupný. Tato situace vede k postupnému navyšování poptávky po zdroji, a dochází tak k lavinovitému efektu, který v konečném důsledku představuje úplné vyčerpání zdroje. Podle Hardina rychlost vyčerpání zdroje závisí primárně na třech faktorech: počet uživatelů společného zdroje, velikost jejich spotřeby a relativní velikosti zdroje.
Tragédie občiny je ovšem pouze metaforou a její interpretace by neměla být brána doslova. Reprezentuje spíše strukturu vztahů a jejich následky. Slovo „tragédie" by rovněž nemělo být chápáno negativně, jak je tomu v tradičním slova smyslu. V anglické literatuře je také často kritizováno užití slova commons, které mnohokrát vedlo k nedorozumění. Dokonce sám Hardin se vyjádřil v tom smyslu, že měl svou esej pojmenovat spíše „Tragédie neregulované pastviny".
I přesto má esej Tragédie občiny velký význam zejména při analyzování chování jednotlivců v oblastech jako je ekonomie, evoluční psychologie, teorie her, politologie či sociologie. Hardinova esej byla velmi vlivným dílem; za zmínku stojí také z toho důvodu, že se explicitně věnuje společenským problémům mravnosti, i když byla publikována v přední publikaci vědecké komunity – magazínu Science.

### Kritika
Hardinova esej byla podrobena široké kritice, především kvůli nepřesnému popisu rozhodování jednotlivců, kteří sdílí společnou pastvinu. Často byla také kritizována skutečnost, že G. Hardin prosazuje privatizaci společných zdrojů. Hardinova obhajoba jasně definovaných vlastnických práv je i dnes často používána jako hlavní argument pro privatizaci, resp. obhajobu institutu soukromého vlastnictví jako takového. Mezi hlavní kritiky patří politoložka Elinor Ostromová, která tvrdí, že argumentování hypotetickým příkladem G. Hardina pro privatizaci určitého zdroje je pouhým „zveličováním" případu. Nicméně i Ostromová uznává, že existují skutečné problémy, na které lze Hardinovu teorii a problematiku využívání zdrojů aplikovat.
Část této kontroverze pramení z nesouhlasu ohledně chování a přístupu jednotlivců - především toho, zdali budou dlouhodobě preferovat sobecké chování tak, jak jej popsal Hardin. Někteří autoři argumentovali tím, že i sobečtí jednotlivci často najdou způsob, jak s ostatními kooperovat, protože určité omezení všech zainteresovaných slouží ku prospěchu jak celému kolektivu, tak i zájmům jednotlivce.

## Praktické příklady tragédie občiny
Tragédie občiny obecně popisuje stav „co je všech, není vlastně nikoho". Jako další metaforu situace, kterou popisoval G. Hardin, je společná zahrada obyvatel domovního bloku. Všichni mají zájem na tom, aby vypadala co nejlépe; avšak každý rovněž doufá, že o zahradu bude pečovat někdo jiný.
Nejčastěji je koncept tragédie občiny zmiňován v souvislosti s životním prostředím a trvale udržitelným rozvojem (Udržitelnost). Koncept je často brán jako model pro řadu problémů s přírodními zdroji, kterým v dnešní době čelíme. Jako konkrétní příklady lze uvést nedostatek pitné vody a úrodné půdy či neobnovitelné zdroje energií jako ropa a uhlí.

### Příklad rybolovu v oceánech
Problematiku nejasně stanovených vlastnických práv a důsledků, ke kterým tento stav vede, lze ilustrovat na rybářském průmyslu. Jelikož oceány patří každému, nemá za ně nikdo zodpovědnost. Podobně jako pastevci v hypotetickém příkladu G. Hardina, rybářské flotily mají zájem na tom lovit co nejvíce (maximalizace užitku jednotlivcem), bez ohledu na to, co budou dělat ostatní flotily. Výsledkem je taková míra rybolovu, která z dlouhodobého hlediska může vést k vyhubení některých druhů ryb.
Tato situace má dva extrémy – rybářské flotily buďto nebudou lovit vůbec (a nebudou tedy mít žádné zisky), anebo budou v nadměrném lovu pokračovat a časem dojde k vyplenění oceánů (což znamená, že nebudou mít žádné zisky v budoucnu). Hypotetickým řešením je optimální úroveň rybolovu, která zajistí dostatečné výdělky rybářským flotilám a která zároveň povede k tomu, že v oceánech zůstane dostatečné množství ryb potřebné k jejich reprodukci na další roky.
Dosažení této optimální úrovně rybolovu v praxi je ovšem velmi složité právě z toho důvodu, že nad rybími lovišti neexistuje žádný druh vlastnictví. Bjørn Lomborg, autor knihy Skeptický ekolog, jako jedno z řešení navrhuje, že by státy mohly rozšířit svá území o 200 mil od pobřeží, čímž by „získaly do vlastnictví všechny ryby v těchto hranicích a mohly by (kupříkladu prostřednictvím povolenek) zajistit, aby se chytalo pouze optimální množství ryb." Lomborg však podotýká, že je velmi komplikované (či dokonce nemožné) ryby vlastnit, protože „mnoho druhů jako tuňák nebo losos se pohybuje na velké vzdálenosti a migruje v oblasti větší než 200 mil.“ Vlastnická práva na hejna ryb žijících v oceánech by pravděpodobně vyžadovala ještě mnohem komplikovanější řešení.
Lomborgem popsaný stav je tedy takový, že není možné zajistit optimální využití moří a oceánů státy či mezinárodními dohodami. Výsledek podle Hardinovy teorie je, že všichni budou usilovat o maximalizaci svého užitku tak dlouho, než dojde k vyčerpání zdroje. Rybářské flotily budou přehnaně investovat do svých lodí a vybavení, aby mohly na oceánském rybolovu vydělat co nejrychleji a nejefektivněji. Jediným limitem tohoto chování bude podle Lomborga takové vyčerpání oceánů, kdy další rybolov již nebude ekonomicky ziskový.
Opakem příkladu rybolovu oceánů je rybniční rybářství. Zde jsou vlastnická práva definována jasně, stejně tak stav rybníka a množství ryb v něm je z dlouhodobého hlediska příznivé. Rybář totiž hospodaří takovým způsobem, „aby měl ryby nejen letos, ale i za rok či za deset let“. Jasně definované a zajištěné vlastnictví, jak zmiňuje Hardin, chrání rybník před tragédií občiny.

### Další příklady ilustrující princip tragédie občiny
- rozrůstání pouští v důsledku vypásání pastvin dobytkem
- poškozování unikátních přírodních památek, ke kterým je volný přístup
- zemské klima – znečišťování vzduchu vlivem spalování fosilních paliv
- voda – znečištění vody, vypouštění škodlivin do vody, nedostatek pitné vody
- zvířata – vymírání živočišných druhů vlivem ničení přirozeného životního prostředí a pytláctví (ztráta biodiverzity)
- znečištění ovzduší – znečišťování průmyslovými emisemi a dalšími zdroji
- kácení lesů – kácení deštných pralesů, deforestace a žďáření
- odpadky na oběžné dráze (vesmírné smetí)
- doprava v centru města
- veřejné finanční prostředky

## Tragédie obecní pastviny v teorii her
Tragédie obecní pastviny spadá v teorii her pod tzv. sociální dilema. Je verzí vězňova dilematu pro více hráčů.
U příkladu s pastvinou a dobytkem je strategií každého pastevce držet určitý počet kusů dobytka, který přinese maximální užitek (např. maximální množství mléka).
Hru lze zjednodušeně znázornit ve formě výplatní matice vězňova dilematu, kde v řádcích jsou strategie (kolik držet kusů dobytka) jednoho pastevce, a ve sloupcích jsou strategie (kolik držet kusů dobytka) všech zbývajících pastevců dohromady.

## Řešení tragédie občiny

### Privatizace zdroje
Privatizace zdroje, tedy převedení veřejného zdroje (veřejného majetku) do osobního vlastnictví, vede u soukromého majitele takového zdroje k přijmutí veškerých následků rozhodnutí, která udělá ohledně využívání zdroje.
Oproti předchozí situaci tedy nese subjekt, který rozhoduje, nejen všechny výnosy, ale i náklady (o které se při využívání sdíleného zdroje dělil s ostatními subjekty). Díky tomu lze očekávat, alespoň teoreticky, zodpovědnější chování při využívání zdroje.
Privatizovat však nelze všechny zdroje – zatímco kolem pastviny lze postavit ohradu, aby na ní nemohla pást stáda jiných pastevců, např. zdroj jako vzduch ohradit nelze (u těchto zdrojů se využívá nějaké formy regulace užívání zdroje).

### Regulace užívání společného zdroje
Zdroj zůstává ve veřejném vlastnictví, avšak subjektům, které zdroj užívají, jsou alokována (rozdělována) práva a omezení k jeho užívání (např. státem, obcí anebo družstvy). Úspěšné kooperativní systémy studovala např. Elinor Ostromová.
Sem patří např. systémy povolenek či limity na těžby surovin, na rybolov, na množství vypouštěných škodlivin do životního prostředí.

### Regulace porodnosti
Lidská populace roste, avšak přírodní zdroje jsou omezené. Hardin tvrdí, že kvůli tomu připadá na osobu stále menší podíl přírodních zdrojů, čímž dochází k zhoršování kvality lidského života. Znečišťování životního prostředí je důsledkem zvyšování lidské populace a tím i počtu subjektů, které produkují škodlivé látky do prostředí. Zatímco v minulosti, kdy byla lidská populace nižší, se dokázala příroda sama čistit, s rostoucí populací a vyšší mírou znečišťování je tato schopnost přírody nedostatečná. Podle Hardina je tento problém řešitelný omezením svobody lidí rodit libovolné množství dětí, aniž by zvažoval, zda je skutečným problémem počet lidí, nebo jejich chování.